# 약속 (지민의 노래)
〈약속〉은 2018년 12월 31일 0시에 공개된 방탄소년단의 멤버 지민의 솔로곡이다.

## 개요
2018년 12월 31일 0시에 공개된 방탄소년단의 멤버 지민의 솔로곡.

## Credit
- Produced by Slow Rabbit
- Composed by Jimin, Slow Rabbit
- Lyrics by Jimin, RM
- Arranged by Slow Rabbit
- Guitar - 이태욱
- Digital Editing - Pdogg @ Dogg Bounce
- Recording Engineer - Pdogg @ Dogg Bounce
- 정우영 @ Big Hit Studio
- Mix & Master Engineer - Pdogg @ Dogg Bounce

## 여담
- 늘 자작곡에 대한 열정을 가지고 있었고 언젠가 곡을 만들어서 내보는 것이 꿈이라고 말했었는데, 2018년 마지막 날인 12월 31일 0시에 방탄소년단 공식 사운드클라우드 계정을 통해 깜짝 공개되었다.작사 및 작곡에 지민이 모두 참여하였으며[1] 아미를 위한 첫번째 선물[2]이다. 제작후기 브이로그

- '약속'은 2018년 12월 31일 0시 예고없이 팬들에게 선물한 곡으로 사운드클라우드 접속마비 현상을 일으켰다. 음원 공개 약 35분 만에 100만 스트리밍 돌파 신기록을 세우고, 24시간 동안 850만 이상 스트리밍으로 드레이크(Drake)의 기록을 더블로 갈아치우며 화려하게 데뷔했다.또한 2019년 '버지스트 드롭(BUZZIEST DROP)’ 1위에 선정돼 '사운드 클라우드'연말 결산에 선정된 최초의 한국 가수가 됐다. '약속'의 이 같은 기록은 현재까지 그 누구도 깨지 못하고 있다.
- 뉴욕타임즈가 "당신이 들어야 할 신곡"에 '약속' 을파격 추천했다.
- 2021년 6월 11일 2억 7510만 스트리밍을 최단 기간 달성하여 역대 최다 스트리밍 된 곡으로 사운드클라우드 의 올타임 No 1에 등극했다.
- 2021년 12월 7일 사운드 클라우드에서 3억 스트리밍의 대기록을 달성했다.역대 세계 올타임 No.1의 자리를 유지 하는 한편 자신의 기록을 또다시 경신한 것이다.사운드클라우드 공식 계정은 약속'의 3억 스트리밍 세계 1위 공식 발표와 함께 "우리는 'firstjiminpresent'를 결코 잊지 않을 것이라며 축하를 전했다.